# 戴錫
戴錫（?—?），清朝政治人物。籍贯不详。
戴錫為試用出身。乾隆十四年（1749年）七月，出任湖南永順府龍山縣知縣。